# Бйорн Глюнур Гаральдссон
Бйорн Глюнур Гаральдссон (ісл. Björn Hlynur Haraldsson; нар. 8 грудня 1974) — ісландський актор та режисер. Він народився в Рейк'явіку, Ісландія, закінчив Ісландську академію мистецтв у 2001 році. У тому ж році він став співзасновником та актором інноваційного театру «Vesturport». Протягом весни 2015 року він став відомим телеглядачам за роллю в психологічному телесеріалі «Стійкість». Також він був відзначений за ролі у фільмах «Одинадцять чоловіків поза грою» та «Джар-Сіті».

## Основні участі у фільмі та телебаченні
|             | Назва                                               | Оригінальна назва                               | Персонаж            |
| ----------- | --------------------------------------------------- | ----------------------------------------------- | ------------------- |
| 2002        | Гестхаус Рейк'явік: Оренда велосипеда               | Reykjavik Guesthouse: Rent a Bike               | Guðjón              |
| 2004        | Kaldaljós                                           | Kaldaljós                                       | Indriði             |
| 2004        | Кохання в повітрі                                   | Love is in the Air                              | Ханн Шельфур        |
| 2005        | Одинадцять чоловіків поза грою                      | Eleven Men Out                                  | Оттар Тор           |
| 2006        | Джар-Сіті                                           | Jar City                                        | Sigurður Óli        |
| 2008        | Сільське весілля                                    | Country Wedding                                 | Barði               |
| 2009        | Скеля                                               | The Cliff                                       | Гельгі              |
| 2009        | Грудень                                             | Desember                                        | Раггі               |
| 2010        | Кунгавегур                                          | Kóngavegur                                      | Енні                |
| 2010        | Край                                                | Brim                                            | Логі                |
| 2011        | Kurteist fólk                                       | Kurteist fólk                                   | Арнар               |
| 2012        | Місто-держава                                       | City State                                      | Інгольфур           |
| 2014        | Поле Лави                                           | The Lava Field                                  | Гельгі              |
| 2015 — 2018 | Стійкість                                           | Fortitude                                       | Е Одедер, (депутат) |
| 2016        | У пастці                                            | Trapped                                         | Траусті Ейнарссон   |
| 2019        | Відьмак                                             | Eleven Men Out                                  | Король Ейст Тиршах  |
| 2020        | Пісенний конкурс Євробачення: Історія вогняної саги | Eurovision Song Contest: The Story of Fire Saga |                     |
| 2021        | Агнець (фільм)                                      | Lamb                                            | Петур               |